# Гизингер (род)
Гизингер (фин. Hisinger) — дворянский род.
Родоначальник их, Олаф Гизинг, был правителем города Гефле в 1586 году. Его праправнук, Михаил Гизинг (умер в 1756 году), приобрел железные рудники и основал несколько больших железных заводов.
Его сын Иоганн Гизинг, асессор (впоследствии советник) шведской берг-коллегии, возведен был королём Фредриком-Адольфом в шведское дворянское достоинство, 23 января 1770 года, под именем «Гизингера».
Высочайшим указом, от 31 августа/12 сентября 1819 года, его сын, отставной ротмистр шведской службы, дворянин Михаил Иванович Гизингер и сын его Иоанн-Фридольф-Михаил возведены в баронское достоинство Великого Княжества Финляндского, с тем чтобы баронский титул переходил только к старшему в роде из их потомков.
Род их внесён, 18/30 августа 1820 года, в матрикул Рыцарского Дома Великого Княжества Финляндского, в число родов баронских, под № 29. Высочайшим указом, от 2/14 июня 1883 года, баронское достоинство распространено на всё потомство вышеозначенного Иоанна-Фридольфа-Михаила Гизингер.
Род угасший. Последний представитель рода Фридольф-Леопольд Гизингер усыновил в 1906 году зятя своего племянника Кристера-Людвига-Эдварда Ягершельд.

## Описание герба
по Долгорукову
В серебряной главе щита три черные молотка с голубыми рукоятками. В нижнем голубом поле широкая перпендикулярная красная полоса, в коей стоит меркуриев жезл с обвившимися вокруг него двумя голубыми змеями.
На щите дворянский коронованный шлем. Нашлемник: два орлиных крыла, полу-голубых, полу-золотых, и между ними чёрный молоток с голубой рукояткой. Над молотком два золотых колоса на зеленых стеблях. Намёт на щите голубой, золотой и красный.